# Nagroda Filmfare za Najlepszą Scenę Roku
Nagroda Filmfare za Najlepszą Scenę Roku jest przyznawana od 1998 roku przez Filmfare Magazine i jest częścią cieszącej się w Indiach wielkim uznaniem Nagrody Filmfare, która docenia filmy indyjskie w języku hindi. Filmfare Magazine nominuje 5 scen najpopularniejszych filmów roku, a widzowie TV głosują na najlepszą scenę. 
Zwycięzcy ogłaszani są podczas ceremonii..
| Rok  | Film                         |
| ---- | ---------------------------- |
| 2006 | Bunty i Babli                |
| 2005 | Hum Tum                      |
| 2004 | Gdyby jutra nie było         |
| 2003 | Devdas                       |
| 2002 | Czasem słońce, czasem deszcz |
| 2001 | Fiza                         |
| 2000 | Biwi No.1                    |
| 1999 | Ghulam                       |
| 1998 | Judaai                       |